# Тундра Землі Елсворта
Тундра Землі Елсворта — антарктичний екорегіон тундри, розташований в Західній Антарктиді.

## Географія
Екорегіон тундри Землі Елсворта охоплює вільні від постійного льоду ділянки у Землі Елсворта — території в Західній Антарктиді, що розташована на південний захід від Антарктичного півострова та омивається водами моря Беллінсгаузена, а також на сусідніх островах в морі Беллінсгаузена, зокрема на островах Тарстон, Дастін та Ліндсі. Більшість цих ділянок являють собою нунатаки — поодинокі скелясті гірські вершини, що підіймаються над поверхнею льодовика. Середня висота екорегіону становить 500 м над рівнем моря, а максимальна — приблизно 1500 м над рівнем моря. Це один з найменших за площею екорегіонів Антарктиди.
Майже 98 % всієї Антарктиди вкрито льодовиками, які містять 90 % світового льоду та майже 70 % прісної води на Землі. Західноантарктичний льодовиковий щит спускається до узбережжя, де переходить у шельфові льодовики, зокрема у шельфовий льодовик Еббота, який займає південно-західну частину моря Беллінсгаузена, зокрема затоку Пікок, яка відділяє острів Тарстон від Антарктиди. Взимку площа морського льоду у морі Беллінсгаузена збільшується у кілька разів, різко відсуваючи кордон відкритого океану від суходолу.
На східну частину Землі Елсворта претендує Чилі як на частину Чилійської Антарктичної Території, а на західну частину не претендує жодна країна. Згідно Договору про Антарктику усі територіальні претензії в Антарктиці заморожені до 2048 року.

## Клімат
В межах екорегіону переважає дуже холодний клімат льодовикової шапки (EF за класифікацією кліматів Кеппена). Середньорічна температура в екорегіоні коливається від -15 °C до -20 °C, а середньорічна кількість опадів становить 150-175 мм. На узбережжях регіону дмуть сильні стокові вітри. Земля Елсворта лежить на південь від Південного полярного кола. Влітку тут триває полярний день, а взимку — полярна ніч.

## Флора і фауна
Внаслідок віддаленості екорегіону його біорізноманіття є погано дослідженим. Так, жодних безхребетних тварин в екорегіоні не зареєстровано, що, скоріш за все, свідчить про низьку кількість проб, а не про повну відсутність цих видів. Згідно з наявними даними, флора екорегіону також характеризується низьким різноманіттям. Тут зареєстровано лише п'ять видів мохів та 40 видів лишайників. Серед поширених в екорегіоні лишайників слід відзначити обпалену уснею (Usnea sphacelata). Цей невеликий прямостоячий лишайник росте серед скель і має біполярне поширення — зустрічається як в Арктиці, так і в Антарктиці. Види з біполярним поширенням викликають особливу увагу науковців. Гіпотези, які пояснюють подібне поширення видів, включають дрейф континентів та біполярну міграцію птахів, таких як поморники. 
На островах, розташованих в морі Амундсена поблизу узбережжя Землі Елсворта, є шість гніздових колоній пінгвінів Аделі (Pygoscelis adeliae), загальна чисельність популяції яких становить приблизно 150 000 пар. Найбільша колонія знаходиться на острові Ліндсі і нараховує 90 000 пар. Серед інших птахів, що зустрічаються в екорегіоні, слід відзначити антарктичних поморників (Stercorarius maccormicki), імператорських пінгвінів (Aptenodytes forsteri) та антарктичних крячків (Sterna vittata). На узбережжі моря Белінсгаузена зустрічаються тюлені-крабоїди (Lobodon carcinophaga), тюлені Росса (Ommatophoca rossii), тюлені Ведделла (Leptonychotes weddellii) та морські леопарди (Hydrurga leptonyx). Ці ластоногі більшу частину часу проводять серед пакових льодів антарктичного шельфу, однак іноді виповзають на пляжі.

## Збереження
Територія екорегіону перебуває під захистом Протоколу про охорону навколишнього середовища згідно Договору про Антарктику. Особливі антарктичні природоохоронні території та наукові станції в екорегіоні відсутні. Люди дуже рідко відвідують цей регіон.